# The Sandman (film 2017)
The Sandman è un film televisivo del 2017, diretto e sceneggiato da Peter Sullivan, interpretato da Haylie Duff, Shaun Sipos e Tobin Bell e co-prodotto da Stan Lee.

## Trama
Un padre sta fuggendo dalla polizia insieme a sua figlia, la piccola Madison. Quando la bambina capisce di come suo padre sia in realtà intenzionato a disfarsi di lei, un uomo di sabbia si materializza e lo aggredisce, uccidendolo. La bambina viene quindi ricoverata in una struttura ospedaliera, dove viene trattenuta con un rigore apparentemente spropositato; il padre viene inoltre considerato colpevole di una serie di atroci omicidi. In questa stessa struttura viene convocata Claire, zia di Madison, che dopo aver riconosciuto il cadavere del fratello decide di richiedere l'affido temporaneo della bambina, sebbene l'assistente sociale Amanda Elliott sia apertamente contraria a ciò. 
La bambina ha comunque modo di affezionarsi alla zia mentre è in ospedale e, poco prima che venisse dimessa, l'uomo di sabbia si materializza di nuovo e uccide il primario del reparto in cui Madison era ricoverata. L'uomo di sabbia è infatti una creatura che viene materializzata inavvertitamente da Madison ogni volta che la bambina ha paura: si tratta solo di una delle modalità in cui i poteri della piccola si esprimono, tuttavia lei non riesce minimamente a controllarlo. Madison si trasferisce a casa di Claire. In un primo momento sembra andare tutto bene, nonostante la bambina continui a lamentare incubi e presenti degli strani lividi. Quando la bambina si sente minacciata da un vicino di casa di Claire, questi viene aggredito e ucciso dall'uomo di sabbia: la polizia sembra tuttavia intenzionata a insabbiare la vicenda. Claire nota la presenza sul posto di una persona che era anche nell'ospedale in cui è stata ricoverata Madison.
Claire e il suo fidanzato Micheal incalzano dunque la bambina e scoprono così dei suoi poteri: proprio in quel frangente arriva la Elliott, la quale è intenzionata a portare via Madison a causa delle segnalazioni sui lividi che le sono arrivate dal pediatra. La donna è tuttavia determinata a consegnare la bambina al governo affinché la studi: approfittando di una discussione fra Claire e Micheal, la donna si introduce in casa per provare a prelevare la bambina, tuttavia si ritrova anche lei vittima dei poteri della bambina. Claire lascia la bambina con Micheal e inizia a fare alcune ricerche attraverso il PC del fratello: trova quindi il contatto di una psicologa che si offre di ipnotizzare la bambina al fine di cancellare il legame fra lei e l'uomo di sabbia. Dal momento che il mostro si manifesta in virtù di una semplice fiaba che aveva traumatizzato Madison anni prima, la psicologa ritiene di poter risolvere la situazione come farebbe con un trauma comune.
Nel frattempo Micheal, terrorizzato dai poteri di Madison, la porta con sé in un luogo isolato e prova ad ucciderla: la bambina gli scatena contro l'uomo di sabbia, dopo di che scappa via e si rifugia in una tavola calda. Qui Claire riesce a ritrovarla e, nonostante sia sconvolta per la morte di Micheal, accetta di accompagnare Madison al cimitero dove sono seppelliti entrambi i suoi genitori. Qui le due vengono tuttavia aggredite da alcuni militari: Madison riesce a neutralizzarli quasi tutti, tuttavia uno riesce ad addormentarla con un sonnifero. Vengono quindi trasportate in una base militare in cui Claire è costretta ad assistere impotente agli studi su sua nipote: quando tuttavia i poteri della bambina appaiono ingestibili, un dirigente dà l'ordine che la bambina venga soppressa. I poteri della bambina sono tuttavia talmente forti da consentire alle due di neutralizzare tutti i presenti e uscire incolumi da quella situazione.
Madison e Claire si recano dalla psicologa, la quale riesce ad annullare il legame fra il mostro e Madison: ciò tuttavia dà autonomia all'uomo di sabbia, che dopo aver eliminato la stessa psicologa si rivolta contro Claire e la stessa Madison. Dopo alcuni tentativi vani, la bambina riesce tuttavia a concentrare tutto il suo potere contro l'uomo di sabbia e ad immobilizzarlo: approfittando di questo momento, Claire fa sì che una scarica elettrica attraversi l'uomo di sabbia. Ciò causa una solidificazione della sabbia tale da pietrificare letteralmente la creatura, rendendola quindi inoffensiva: zia e nipote potranno finalmente superare quell'incubo e vivere in armonia.

## Distribuzione
Il film è andato in onda per la prima volta il 14 ottobre 2017 sul canale televisivo statunitense SyFy. L'edizione italiana è andata in onda su Rai 4.